# 林錦峯
林 錦峯（はやし きんぽう、明和4年（1767年） - 寛政5年4月20日（1793年5月28日））は、江戸時代中期の朱子学派儒学者。林家7代。諱は信敬。実父は富田明親（信濃小諸藩藩主牧野康周三男）。

## 略歴
天明7年（1787年）、林鳳潭の跡を継ぎ、幕府儒官となり、大学頭となった。寛政2年（1790年）には幕府から寛政異学の禁を行うように通達されている。寛政5年（1793年）、27歳で死去した。
子がなかったため、ここに林羅山から続く血統的家系は断絶した。同年、将軍徳川家斉の命により美濃国岩村藩主松平乗薀の三男・乗衡が林家8代となり、林述斎（林衡）と称して林家が再興された。